# Richard Reelie
Richard Reelie (8 maggio 1964) è un ex atleta paralimpico canadese.

## Biografia
Richard Reelie ha iniziato a praticare sport in carrozzina nel 1985, dedicandosi dapprima al rugby. Con la sua squadra ha partecipato a cinque campionati nazionali, dal 1986 al 1991. Nell'atletica leggera ha esordito alle Paralimpiadi di Seul nel 1988, vincendo tre medaglie d'oro nelle tre discipline dei lanci.
In seguito, dal 1992 al 2004, si è dedicato alla corsa, percorrendo le distanze da 400 a 5000 metri piani. Ha ottenuto, in quattro edizioni dei giochi, due medaglie d'oro, tre d'argento e una di bronzo, oltre a numerosi piazzamenti. Dal 1998 al 2000 ha fatto l'allenatore in Australia; tornato in Canada nel 2001, ha fondato la Cyclones Road and Track Club, società sportiva che offre programmi speciali.
Dopo il suo ritiro agonistico, dal 2005, Reelie, detto "Rick", si è dedicato a tempo pieno ad allenare atleti disabili e già nel 2008 una sua allieva, Ilana Duff, ha raggiunto il bronzo nei 100 metri piani, alle Paralimpiadi di Pechino. Il programma di allenamento AAP (Athlete Assistance Program), della Sask Sport è stata l'altra attività cui ha contribuito a dare impulso. Per i suoi meriti sportivi, il 18 giugno 2011, è entrato nella Saskatchewan Sports Hall of Fame e nella Saskatoon Hall of Fame.

## Palmarès
| Anno | Manifestazione     | Sede       | Evento                    | Risultato | Prestazione | Note |
| ---- | ------------------ | ---------- | ------------------------- | --------- | ----------- | ---- |
| 1988 | Giochi paralimpici | Seul       | Getto del peso 1B         | Oro       | 7,27 m      |      |
| 1988 | Giochi paralimpici | Seul       | Lancio del disco 1B       | Oro       | 14,02 m     |      |
| 1988 | Giochi paralimpici | Seul       | Lancio del giavellotto 1B | Oro       | 13,54 m     |      |
| 1992 | Giochi paralimpici | Barcellona | 200 m piani TW2           | Argento   | 32"32       |      |
| 1992 | Giochi paralimpici | Barcellona | 400 m piani TW2           | Oro       | 1'01"35     |      |
| 1992 | Giochi paralimpici | Barcellona | 800 m piani TW2           | Oro       | 2'06"28     |      |
| 1992 | Giochi paralimpici | Barcellona | 1500 piani TW2            | Argento   | 4'06"54     |      |
| 1996 | Giochi paralimpici | Atlanta    | 800 m piani T51           | 6º        | 2'11"96     |      |
| 2000 | Giochi paralimpici | Sydney     | 800 m piani T52           | Argento   | 2'09"26     |      |
| 2000 | Giochi paralimpici | Sydney     | 1500 m piani T52          | 4º        | 4'07"11     |      |
| 2000 | Giochi paralimpici | Sydney     | 5000 m piani T52          | Bronzo    | 14'10"13    |      |
| 2004 | Giochi paralimpici | Atene      | 800 m piani T52           | 6º        | 2'05"58     |      |
| 2004 | Giochi paralimpici | Atene      | 1500 m piani T52          | 7º        | 4'07"64     |      |
| 2004 | Giochi paralimpici | Atene      | 5000 m piani T52          | 6º        | 13'49"15    |      |